# Kopyszcze (obwód żytomierski)
Kopyszcze (ukr. Копище) – wieś na Ukrainie, w obwodzie żytomierskim, w rejonie olewskim, nad Uborcią. W 2001 roku liczyła 983 mieszkańców.